# Himantolophus sagamius
Himantolophus sagamius är en fiskart som först beskrevs av Tanaka, 1918.  Himantolophus sagamius ingår i släktet Himantolophus och familjen Himantolophidae. Inga underarter finns listade i Catalogue of Life.